# Indignité successorale
En droit des successions, l'indignité successorale régit des cas dans lesquels des personnes, qui devraient en principe pouvoir hériter, sont exclues parce qu'elles sont indignes de succéder en raison d’une action  qu'elles ont commis.

## Droit français
En droit français, l'héritier qui a commis une faute grave est exclu, ou peut être exclu selon certains cas, de la succession d'une personne dont il devrait hériter. Selon le cas, la déclaration d'indignité peut être obligatoire ou simplement facultative. Elle est prononcée après l'ouverture de la succession par le tribunal judiciaire à la demande d'un autre héritier.

## Droit québécois
En droit québécois, les règles relatives à l'indignité successorale sont prévues aux articles 620 à 623 du Code civil du Québec,.

« 620. Est de plein droit indigne de succéder:
1°   Celui qui est déclaré coupable d’avoir attenté à la vie du défunt;
2°   Celui qui est déchu de l’autorité parentale sur son enfant, avec dispense pour celui-ci de l’obligation alimentaire, à l’égard de la succession de cet enfant.
621. Peut être déclaré indigne de succéder:
1°   Celui qui a exercé des sévices sur le défunt ou a eu autrement envers lui un comportement hautement répréhensible;
2°   Celui qui a recelé, altéré ou détruit de mauvaise foi le testament du défunt;
3°   Celui qui a gêné le testateur dans la rédaction, la modification ou la révocation de son testament.
1991, c. 64, a. 621.
622. L’héritier n’est pas indigne de succéder et ne peut être déclaré tel si le défunt, connaissant la cause d’indignité, l’a néanmoins avantagé ou n’a pas modifié la libéralité, alors qu’il aurait pu le faire.
623. Tout successible peut, dans l’année qui suit l’ouverture de la succession ou la connaissance d’une cause d’indignité, demander au tribunal de déclarer l’indignité d’un héritier lorsque celui-ci n’est pas indigne de plein droit. »

Le mot « coupable » à l'art. 620 C.c.Q. est interprété strictement par les tribunaux; outre les acquittements, cela exclut l'application de l'indignité successorale aux verdicts de non-responsabilité criminelle pour troubles mentaux. Par exemple, dans l'affaire Piché c. Fournier, un fils atteint de trouble schizo‑affectif s’apparentant à la schizophrénie a pu recevoir le produit de la succession de sa mère malgré le fait qu'il l'a tuée, parce que le verdict au procès pénal a été qu'il était non-responsable du meurtre pour troubles mentaux.